# Cappella e cimitero del Vajont
La cappella e cimitero del Vajont è un luogo di culto con annesso camposanto, nel comune di Vajont, in Friuli-Venezia Giulia.
Il cimitero con la cappella furono costruiti assieme al nuovo villaggio in seguito al disastro del Vajont, edificato nella piana di Maniago a parziale sostituzione dei paesi di Erto e Casso.

## Storia
Il Piano Urbanistico del Vajont (Legge 31 maggio 1964 n. 357) e la progettazione del nuovo villaggio al ponte del Giulio sono assegnate ai progettisti: Giuseppe Samonà, Costantino Dardi, Emilio Mattioni, Valeriano Pastor, Gianugo Polesello, Luciano Semerani e Massimo Tessari; mentre la progettazione della cappella e del cimitero è affidata nel 1967 dall'Ufficio del Genio Civile del Circondariato di Pordenone, e finanziata con le leggi speciali del Vajont, agli architetti Glauco Gresleri e Silvano Varnier.
Nel 1969 il villaggio è completato per tutta la parte residenziale ma mancano ancora gli edifici d'interesse collettivo quali chiesa, scuola, municipio; sono terminati invece i lavori del cimitero come primo organismo d'interesse pubblico. Prima dell'inaugurazione la comunità ertocassanese attende la visita programmata del Cardinale Giacomo Lercaro.
Il Cardinale è il giorno domenica 26 ottobre ore 18:15 a Pordenone nell'"aula magna centro studi" del Centro cattolico di cultura a tenere la conferenza La Chiesa Comunità in cammino. Il giorno successivo, lunedì 27 ottobre, arriva alle ore 9 nel nuovo paese, ove sono a riceverlo la popolazione e numerose personalità. Visita dapprima i locali provvisori dell'asilo infantile e successivamente il cimitero. Così scrive il Messaggero veneto n. 249 di Martedì 28 ottobre 1969: <<L'interesse per il cimitero di Vajont, legato concettualmente e strutturalmente, ai problemi dell'architettura e a quelli religiosi dell'uomo e inteso come sentimento collettivo dell'intera comunità, è stato, con l'incontro con le popolazioni colpite dalla tragedia, il motivo di fondo di questa visita.>>
La benedizione del cimitero da parte del vescovo Vittorio De Zanche avviene il 2 novembre.
Tra il 1970 ed il 1971 l'informazione dell'opera viene data su riviste sia a livello nazionale che internazionale.
Guillermo Jullian de la Fuente, successore di Le Corbusier, ed i suoi allievi fanno visita alle realizzazioni di Gresleri-Varnier nel luglio 1970.
A seguito del risultato di soddisfazione popolare per la realizzazione del cimitero di Vajont e della sua cappella, gli organi locali dello Stato hanno conferito agli architetti anche l'incarico del cimitero per l’insediamento residenziale di Erto a monte (progetto 1970, costruzione 1971-1972, collocato in prossimità della SR251, coordinate: 46.279515, 12.375934).
Tra il 1981 ed il 1986 l'opera è stata presentata nella mostra internazionale Gresleri-Varnier: Costruire l’architettura. Le tappe della mostra sono state: Innsbruck 1981, Graz 1982, Monaco 1982, Vienna 1982, Villa Reale di Monza 1983, Losanna 1984, Amsterdam 1985, Bruxelles 1985, Lexington 1986, Albuquerque 1986.
Negli anni successivi l'opera è stata inserita in guide d'architettura e pubblicata negli Annali della Pontificia Insigne Accademia di Belle Arti e Lettere dei Virtuosi al Pantheon.
L'opera è inserita nel "Censimento delle architetture italiane dal 1945 ad oggi" e nell' "Atlante dell'architettura contemporanea" realizzati dalla Direzione Generale Creatività Contemporanea del MIC.

## Descrizione
Il terreno, ove è stato edificato il cimitero, si trova a breve distanza dal nuovo insediamento dal quale è separato da un'area a prato ed alberi e collegato con via carrabile. È in pendenza verso il greto del fiume Cellina con un dislivello che va da quota +100,50 a quota +97,66, sul limite della scarpata. Il progetto lo mantiene a tappeto erboso definendone un orientamento nord ovest per l'invito dell'ingresso rivolto diagonalmente al centro del villaggio. Sul medesimo asse, all'interno del cimitero, è collocata una grossa croce scolpita e piantata a terra che sembra raffrontarsi con il paesaggio libero dei monti.
Il terreno è circoscritto da un recinto per una estensione di ml 65 x ml 75. Il recinto è in pietra naturale a vista lavorata come ad Erto, ad andamento libero, che in prossimità del varco d'ingresso ingloba due edifici: a destra quello che raccoglie i servizi mortuari e di manutenzione (circa ml 20,00 x ml 6,10); a sinistra la cappella (circa ml 13,50 x ml 15,00). Mentre al primo, essendo di servizio, si accede sui fianchi perché più nascosti alla vista, alla cappella invece si entra da una grande parete vetrata rivolta verso al campo.
Il coperto della cappella è realizzato con n.6 capriate in legno e armatura sottostante in ferro, correntini sempre in legno e copertura metallica; l'interno è finito con la carteratura dei correntini in tavolato di abete con incastro ad anima. In prossimità della parete di fondo della cappella, e per tutta la sua estensione, è realizzato un lucernario.
L'organizzazione del campo è realizzata con percorsi sempre ad andamento libero e sepoltura a tombe o inumazione diretta, con assenza dei colombari.
A sud, oltre la cappella, è stato eseguito successivamente l'ampliamento del cimitero (largo ml 40,00 x 45,00, misure prese quale media della forma libera di confine) già definito in progetto a completamento del perimetro del cimitero.